# Habronychus aritai
Habronychus aritai es una especie de coleóptero de la familia Cantharidae.

## Distribución geográfica
Habita en Japón.